# O2 (英國)

O2 英國（通常写作O2；注册名为西班牙電信英國公司（Telefónica UK Limited））是英國的一家電訊企業，由西班牙電信所有。O2是英國第二大移動電訊企業，僅次於EE，總部位於斯勞。O2成立於1985年，當時名為Cellnet，是英國電信和Securicor的合資企業。2006年，西班牙電信收購O2。
2020年5月自由全球旗下維珍媒體與英國O2，以50:50的比例合併。2021年6月1日完成。

## 外部連結
- 官方网站